# Snart är dagen ändad, natten faller på
Snart är dagen ändad, natten faller på är en psalm med text och musik av författaren och prästen Sabine Baring-Gould (1834—1924) från engelska Dartmoor.

## Publicerad i
- Frälsningsarméns sångbok 1990 som nr 749 under rubriken "Dagens och årets tider".